# Eostiged ar Stangala
Eostiged ar Stangala (les Rossignols du Stangala en breton) est un ensemble de danse d'inspiration traditionnelle bretonne basé à Quimper (Finistère). Créé en 1948 à Kerfeunteun (commune depuis rattachée à Quimper), l'ensemble a été un précurseur des spectacles de danse bretonne, en étant le premier à la transposer sur scène, puis à nouveau le premier à la transposer en spectacle de Théâtre de rue. Le cercle celtique quimpérois est un membre fondateur de la confédération Kendalc'h (devenue Kenleur) dont il a gagné à 17 reprises le Championnat national de la danse bretonne, un record.

## Histoire

### Contexte
En 1945, des jeunes de la commune rurale de Kerfeunteun (nord de Quimper) se réunissent pour célébrer le retour des prisonniers de guerre. Ils prennent vite goût à la pratique de la danse bretonne et, sous l’impulsion d’une équipe motivée menée par Georges LE POUPON et Henri LE VIOL, ils officialisent leur association en 1948 sous le nom d'Eostiged ar Stangala (les rossignols du Stangala).
Les répétitions se font dans une salle de bal et sont rythmées par les travaux agricoles. Dans les années 1950, un bagad est également créé. Il durera une vingtaine d’années, formant un nombre important de musiciens quimpérois. Un orchestre voit enfin le jour dans les années 1970, c’est toujours ce type de formation qui, s’adaptant aux spectacles, accompagne les danseurs.

### Le passage à la scène

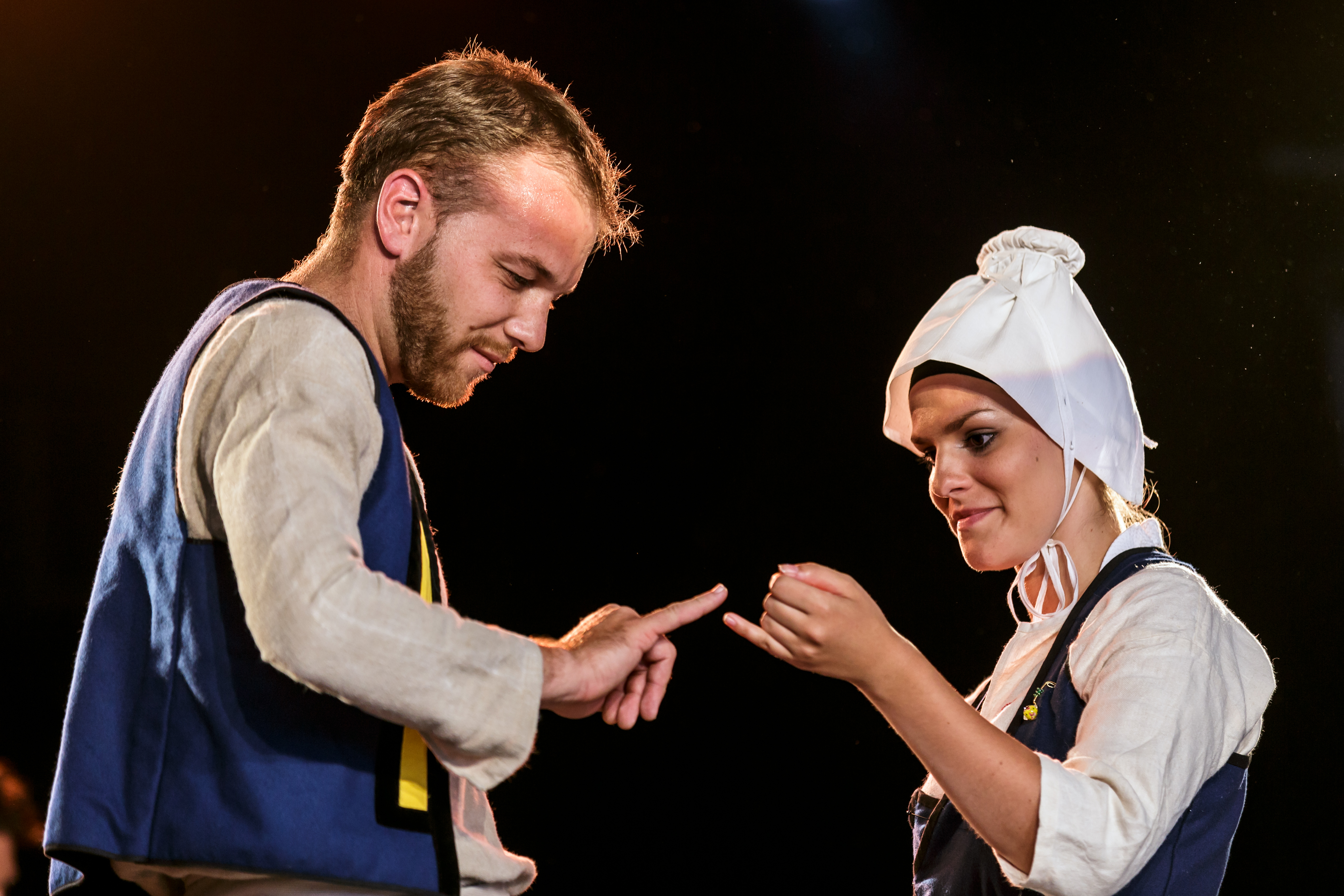
Spectacle D-Dao, création 2016

Au milieu des années 1960, une révolution intervient dans le monde de la danse bretonne : mené par Jean GUIHARD, le cercle de Kerfeunteun est le premier à oser l'adaptation de la danse bretonne à la scène (sur le modèle des pays de l’Est et de certaines régions françaises). S'ensuivent ensuite, sous la Direction de Jean-Michel LE VIOL et Joëlle BIGOT, de nombreuses années de création, avec toujours la même devise : innovation et qualité.
Les créations scéniques de la troupe sont aujourd'hui recentrées sur l'envie de danser et l'énergie qui l'accompagne, plaçant l'interprétation de la danse au cœur du propos. L'accent est mis sur la sincérité et l'émotion plutôt que sur les prouesses physiques.

### Dans la rue

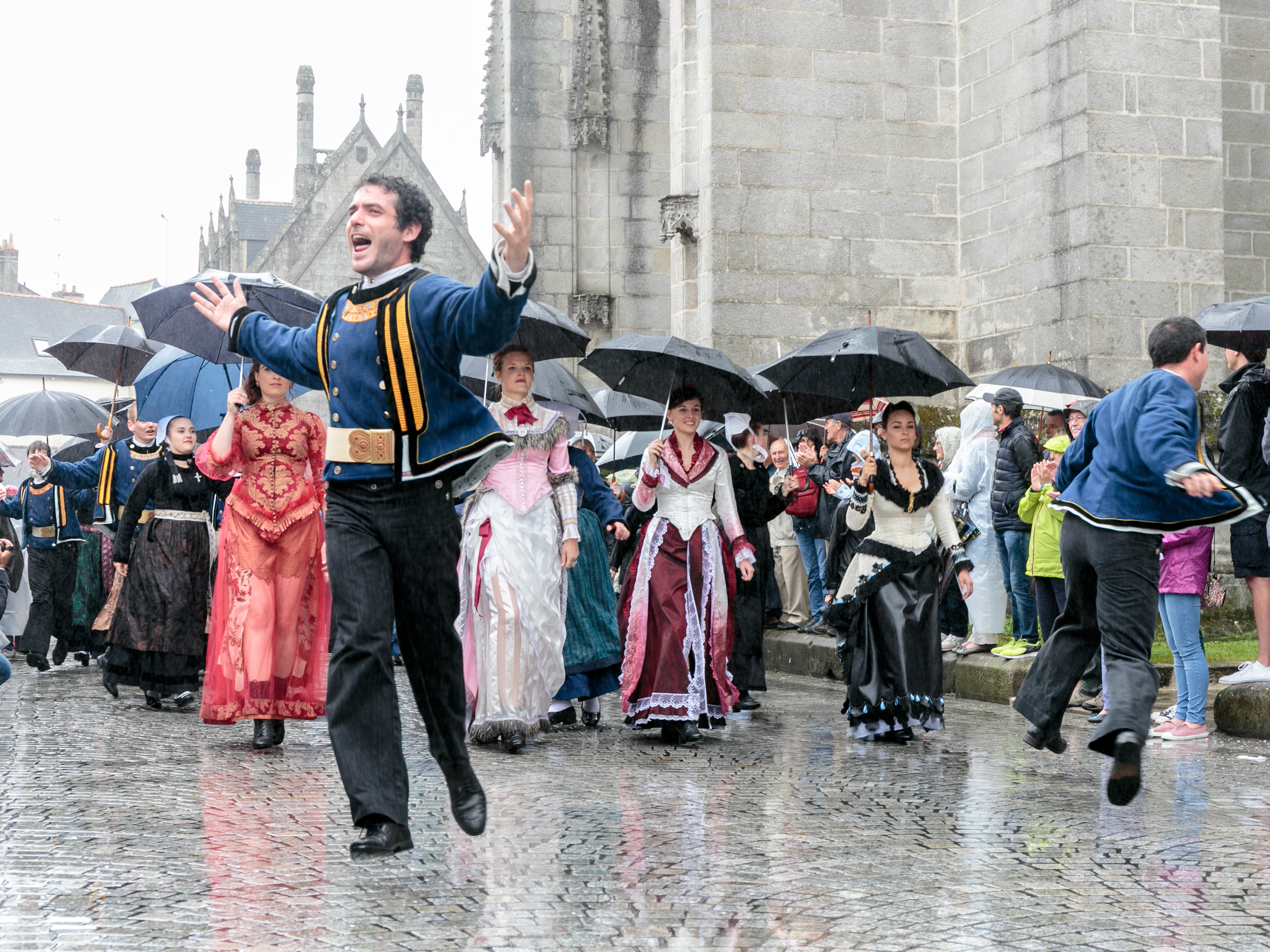
Un spectacle de rue, au festival de Cornouaille

En 2008, l'envie d'innovation du groupe prend une nouvelle forme en même temps que celle de ramener la danse bretonne où elle est née : dans la rue. Au cours d'une collaboration avec Le Fourneau, le spectacle Courants Epiques est créé, devenant ainsi le premier spectacle d'Arts de la rue de la troupe. Cette nouvelle expérience marque profondément la façon de travailler de l'ensemble quimpérois, et sera suivie par quatre autres créations de rue, "BretagneS", "Dark Noz", "Breizh Battle" et en 2023 par "People Mod Kozh"
Les danses bretonnes n'étant pas des danses figées mais des danses traditionnelles qui continuent à évoluer, les spectacles des Eostiged ar Stangala sont des spectacles d'aujourd'hui, s'inscrivant dans une culture bien vivante.

### Costumes
Les costumes portés par les danseurs et danseuses sont des reproductions fidèles des modes du Pays Glazik de 1860 à 1940 mais aussi des variations colorées des modes de 1880, conservant fidèlement l'esprit du costume d'origine mais faisant varier les couleurs et les matières.

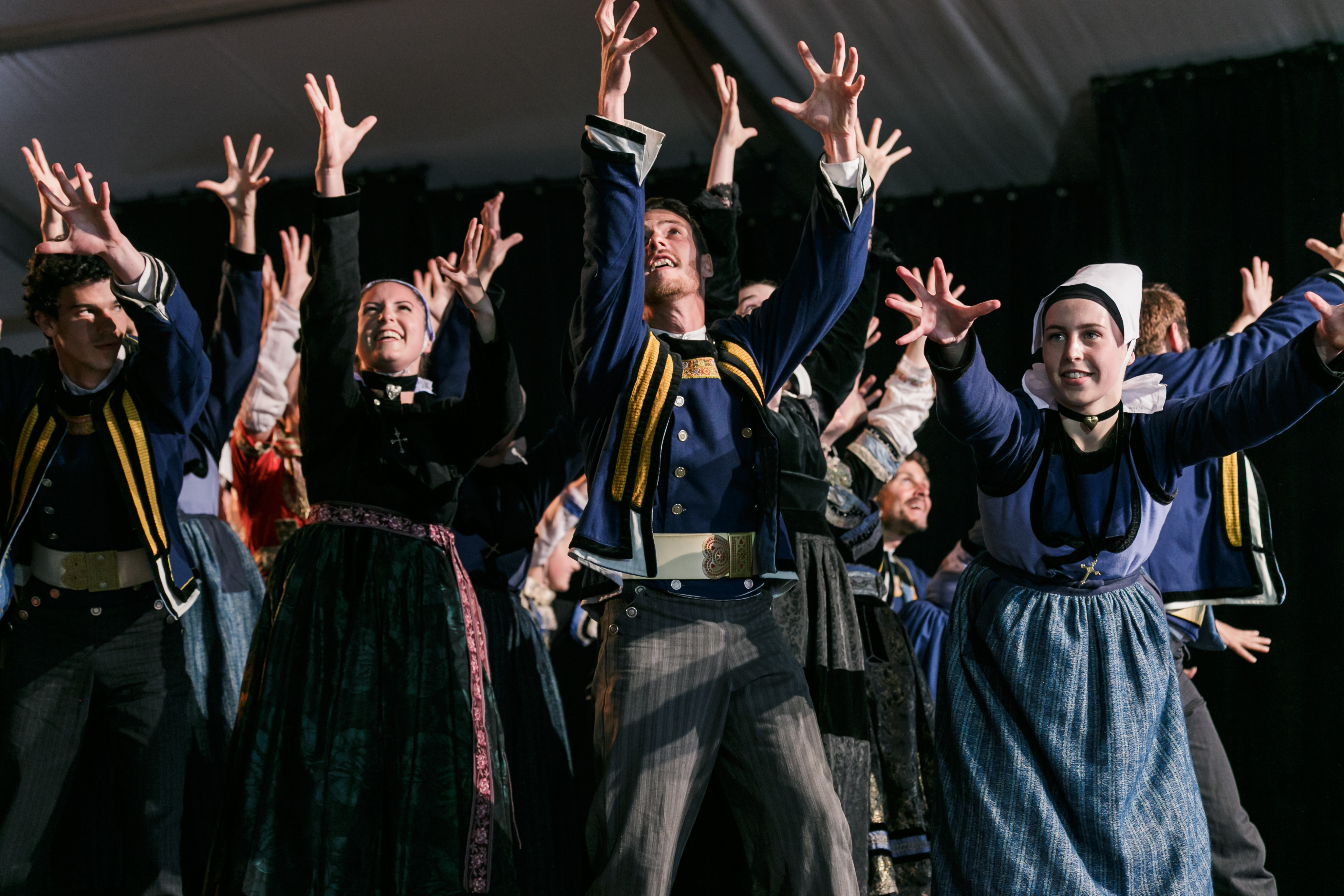
Eostiged ar Stangala, en 2017

## Palmarès
Depuis la création en 1957 du Championnat National de Danse Bretonne (organisé par Kendalc'h devenu Kenleur), l'ensemble a conquis dix-sept titres, un record. Le groupe a également remporté de nombreux trophées dans des festivals bretons, nationaux et internationaux.
Championnat National de la Danse Bretonne :
- Champion (17, Ensemble le plus titré) : 1965, 1993, 1994, 1995, 1998, 2003, 2006, 2007, 2009, 2010, 2011, 2013, 2014, 2016, 2017, 2019, 2022)
- Vice-champion (6) : 1992, 1999, 2001, 2005, 2008, 2012, 2023
- Troisième (4) : 1997, 2002, 2004, 2018

Trophée Gradlon du Festival de Cornouaille : Vainqueur (7) : 1992, 1993, 1995, 1998, 2008, 2011, 2012
Meilleur défilé du Festival de Cornouaille : Vainqueur (7): 2008, 2010, 2011, 2014, 2016, 2017, 2019
Ensemble Départemental du Finistère : 9 titres
Victoires de la Bretagne : Victoire du Meilleur Artiste (2016)
Le groupe a également remporté de nombreux prix dans des festivals bretons, nationaux et internationaux (Dijon, Confolens, Hongrie, Bulgarie, Mexique, Inde...)

### Vidéographie
- Mon Costume Glazik, réalisé par Maud Calvet et Joachim Bouyjou, Candela Productions / Le Petit Remorqueur, septembre 2018. Film documentaire
- En musique, Coop Breizh, avril 2012. CD Vidéo. Ref. : 4015627
- Film de France 3 Bretagne (27-07-2012)  commenté en breton sous le titre Eostiged ar Stangala e barr o brud (E a S au plus haut de leur notoriété)
- Breizh Side Storioù. L'Oz Productions, décembre 2007. DVD. Coop Breizh. Ref. : 4015074

### Discographie
- En musique, Coop Breizh, avril 2012. Album musical
- Didermen, Coop Breizh, novembre 2017. Album musical